# Electrodinàmica quàntica de cavitats
L'electrodinàmica quàntica de cavitats (EDQ de cavitats o EDQC) és l'estudi de la interacció entre la llum confinada en una cavitat reflectora i els àtoms o altres partícules, en condicions en què la naturalesa quàntica dels fotons és significativa. En principi, es podria utilitzar per construir un ordinador quàntic.
El cas d'un sol àtom de 2 nivells a la cavitat es descriu matemàticament pel model de Jaynes-Cummings i pateix oscil·lacions de Rabi al buit {\displaystyle |e\rangle |n-1\rangle \leftrightarrow |g\rangle |n\rangle }, és a dir, entre un àtom excitat i {\displaystyle n-1} fotons, i un àtom d'estat fonamental i {\displaystyle n} fotons.

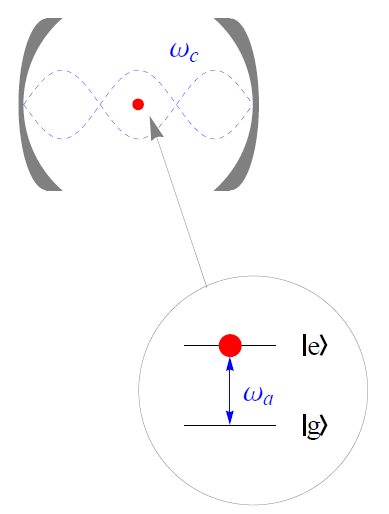
Il·lustració del model de Jaynes-Cummings. Un àtom en una cavitat òptica es mostra com a punt vermell a la part superior esquerra. Els nivells d'energia de l'àtom que s'acoblen al mode de camp dins de la cavitat es mostren al cercle de la part inferior dreta. La transferència entre els dos estats provoca l'emissió (absorció) de fotons per part de l'àtom al mode cavitat (fora).

Si la cavitat està en ressonància amb la transició atòmica, un mig cicle d'oscil·lació que comença sense fotons intercanvia de manera coherent l'estat del Qbit de l'àtom amb el del camp de la cavitat, {\displaystyle (\alpha |g\rangle +\beta |e\rangle )|0\rangle \leftrightarrow |g\rangle (\alpha |0\rangle +\beta |1\rangle )}, i es pot repetir per canviar-lo de nou; això es podria utilitzar com una única font de fotons (començant amb un àtom excitat), o com a interfície entre un àtom o un ordinador quàntic d'ions atrapats i la comunicació quàntica òptica.
Altres durades d'interacció creen entrellaçament entre l'àtom i el camp de la cavitat; per exemple, un quart de cicle sobre ressonància a partir de {\displaystyle |e\rangle |0\rangle } dóna l'estat màxim entrellaçat (un estat de Bell) {\displaystyle (|e\rangle |0\rangle +|g\rangle |1\rangle )/{\sqrt {2}}}. Això es pot utilitzar en principi com un ordinador quàntic, matemàticament equivalent a un ordinador quàntic d'ions atrapats amb fotons de cavitat que substitueixen els fonons.

## Premi Nobel en Física
El Premi Nobel de Física 2012 va ser atorgat a Serge Haroche i David Wineland pel seu treball sobre el control dels sistemes quàntics.
Haroche va néixer el 1944 a Casablanca (Marroc), i el 1971 es va doctorar a la Universitat Pierre i Marie Curie de París. Comparteix la meitat del premi pel desenvolupament d'un nou camp anomenat electrodinàmica quàntica de cavitats (EDQC), pel qual les propietats d'un àtom es controlen col·locant-lo en una cavitat òptica o de microones. Haroche es va centrar en experiments amb microones i va girar la tècnica al capdavant, utilitzant l'EDQC per controlar les propietats dels fotons individuals.
En una sèrie d'experiments innovadors, Haroche va utilitzar l'EDQC per realitzar el famós experiment del gat de Schrödinger en què un sistema es troba en una superposició de dos estats quàntics molt diferents fins que es fa una mesura al sistema. Aquests estats són extremadament fràgils i les tècniques desenvolupades per crear i mesurar estats EDQC s'estan aplicant ara al desenvolupament d'ordinadors quàntics.